# Des Teufels General (Drama)
Des Teufels General ist ein Drama in drei Akten von Carl Zuckmayer, geschrieben zwischen 1943 und 1945 im Exil (Vermont, USA). Uraufführung der ersten Fassung war am 14. Dezember 1946 am Schauspielhaus Zürich (Inszenierung: Heinz Hilpert, Bühnenbild: Caspar Neher, Harras: Gustav Knuth). Am 8. November 1947 folgten die deutsche Erstaufführung am Hamburger Schauspielhaus mit Robert Meyn in der Titelrolle und im Januar 1967 die Uraufführung der neuen Fassung im Berliner Schillertheater.
Die Handlung ist in Berlin im Spätherbst 1941 angesiedelt. Harras ist Luftwaffen-General und leidenschaftlicher Flieger. Anwerbungsversuchen der NSDAP widersteht er, von den Ansichten und Taten der Machthaber distanziert er sich und tut dies auch kund. Er ist verantwortlich für den Flugzeugbau und gerät immer mehr unter Druck, als sich Unfälle durch Materialfehler häufen. Schließlich stirbt auch sein Freund Eilers bei einem Flugunfall. Nach vierzehntägiger Haft und Verhören durch die Gestapo erhält Harras zehn Tage Frist, um die Vorfälle aufzuklären und sich zu rehabilitieren. Am letzten Tag deckt er eine Sabotage-Aktion des Widerstands an einem neu entwickelten Flugzeugtyp auf, in die auch sein bester Freund Oderbruch verwickelt ist. Um ihn und seine anderen Mitarbeiter zu schützen, übernimmt Harras die alleinige Verantwortung. Obwohl von Oderbruch dazu gedrängt, lehnt er eine Flucht ab. Er besteigt eine der sabotierten Maschinen und fliegt in den Tod.

## Aufbau
Hinweis: Die Angaben zur aktuellen Fassung beziehen sich, wenn nicht anders angegeben, auf das Fischer Taschenbuch Des Teufels General, 36. Auflage, Juli 2008
Das Stück ist in drei Akte gegliedert:
- Höllenmaschine

Elf Uhr abends in einem Berliner Restaurant.
- Galgenfrist oder Die Hand

Harras’ Wohnung, vierzehn Tage später.
- Verdammnis

Frühmorgens am letzten Tag der Frist. Schauplatz: Das technische Büro eines Militärflugplatzes.

## Handlung

### Erster Akt
General Harras gibt in „Ottos Restaurant“ eine große Abendgesellschaft anlässlich des fünfzigsten Luftsieges von Friedrich Eilers, dem Oberst und Führer einer Kampfstaffel. Bei dieser Gelegenheit bespricht Sigbert von Mohrungen, der Präsident des Beschaffungsamtes für Rohmetalle, mit Harras ein bislang ungelöstes Problem: Durch Tragflächenbruch fallen immer wieder fabrikneue Maschinen aus. Harras bleiben nur Vermutungen über die Ursache. Im weiteren Laufe des Abends tritt die Opernsängerin Olivia Geiß, mit der er früher ein Verhältnis hatte, an ihn heran und bittet ihn darum zu helfen, den wegen so genannter „Rassenschande“ verurteilten jüdischen Chirurgen Samuel Bergmann und dessen Frau außer Landes zu bringen. Harras bietet dafür eine Privatmaschine an. Die bekannteste Stelle des Stückes ist Harras’ Gespräch mit dem jungen Fliegeroffizier Hartmann, der wie er aus dem Rheinland stammt. Dieser ist verzweifelt, weil die Tochter des Industriellen Sigbert von Mohrungen, Waltraut, genannt Pützchen, die Beziehung mit ihm gelöst hat. Er kann die arische Abstammung einer seiner Urgroßmütter nicht nachweisen und ist damit von einer Parteikarriere ausgeschlossen. Darauf antwortet Harras mit der Rede von der Völkermühle, in der er die nationalsozialistische Rassenlehre umkehrt und behauptet, dass die wertvollsten Menschen gerade aus der Vermischung entstünden.
Am Ende des ersten Aktes geht aus den Gesprächen der beiden von Harras abkommandierten Kellner Herr Detlev und François hervor, dass sämtliche Gespräche abgehört und mitgeschnitten wurden.

### Zweiter Akt
Vierzehn Tage später in der Wohnung des Generals im „Neuen Westen“: Adjutant Lüttjohann und Chauffeur Korrianke warten auf die Rückkehr von Harras, der vor vierzehn Tagen von der Gestapo inhaftiert wurde. Bald darauf treffen auch der mit Harras befreundete junge amerikanische Journalist Buddy Lawrence und Kulturleiter Dr. Schmidt-Lausitz ein. Lawrence hatte die Meldung verbreitet, dass Harras nicht auf Frontinspektion war, wie offiziell verlautbart, sondern liquidiert wurde. Deshalb erhielt er Schreibverbot und steht kurz vor der Ausweisung. Als Harras eintrifft, überbringt diesem Dr. Schmidt-Lausitz das Ultimatum, binnen zehn Tagen die Ursache für die Sabotageakte zu finden und diese abzustellen. Als er Harras schließlich offen droht, jagt ihn dieser mit Revolverschüssen aus der Wohnung.
Später trifft Diddo Geiß ein, die Nichte der Opernsängerin Olivia Geiß. Harras hatte schon bei der Abendgesellschaft mit ihr angebändelt, und das Mädchen himmelt ihn an. Nach einer Liebesszene drängt Harras sie, einen Vertrag für eine Filmhauptrolle anzunehmen, der sie für ein halbes Jahr in die Ostmark (Österreich) führen wird. Von ihrer Tante, der Sängerin Olivia Geiß, erfährt Harras schließlich, dass sich während seiner erzwungenen Abwesenheit der bereits erwähnte Chirurg Samuel Bergmann und dessen Frau aus Verzweiflung vergiftet haben. Später treffen „Pützchen“, Sigbert von Mohrungen und der als entartet eingestufte Maler Schlick ein. Schlick präsentiert betrunken vor Harras und „Pützchen“ seine persönliche Umdeutung der Blut-und-Boden-Ideologie: Aus mit Blut getränktem Boden kämen das Böse und alle Krankheiten.
Sigbert von Mohrungen versucht Harras zu überzeugen, in die Partei einzutreten, sich mit Himmler zu verständigen und allgemein eine andere Position einzunehmen. Harras lehnt dies mit dem Argument ab, dass dann die SS die Kontrolle über die Luftwaffe übernähme. Bald darauf trifft die Nachricht ein, dass Friedrich Eilers tödlich verunglückt sei. Die Gesellschaft löst sich rasch auf. Harras bestellt den verantwortlichen Ingenieur Oderbruch ein, mit dem er eng befreundet ist. Bevor dieser eintrifft, tritt „Pützchen“ zu ihm: Sie meint, die Nazi-Größen seien entweder Dummköpfe oder keine richtigen Männer. Er hingegen sei ein Kerl mit Ausstrahlung und zum Herrschen geboren. Als Harras darauf nicht eingeht, beginnt sie ihm zu drohen: Sie wisse, dass er „alte Juden“ über die Grenze schmuggle. Harras reißt eine schwere afrikanische Peitsche von der Wand und vertreibt „Pützchen“. Am Ende des Aktes trifft Oderbruch ein, der sämtliche Unterlagen mitgebracht hat, und beide beginnen mit den Untersuchungen.

### Dritter Akt
Schauplatz ist das technische Büro eines Militärflugplatzes. Es ist der letzte Tag der Frist: Samstag, der 6. Dezember 1941. Noch immer haben alle Nachforschungen und Untersuchungen kein Ergebnis erbracht. Dr. Schmidt-Lausitz erscheint am Morgen und überreicht das Formular des abschließenden Berichts, der bis sieben Uhr abends vorliegen muss. Hartmann trifft verwundet und desillusioniert von der Front ein. Er bittet Harras um eine leichte Arbeit. Dieser teilt ihn Oderbruch zu. Anne Eilers erscheint und nennt Harras den Mörder ihres Mannes. Er schicke Menschen für Ideale in den Tod, an die er selbst nicht glaube.
Kurzes Dunkel
Es ist mittlerweile Abend, und der Abgabetermin rückt heran, ohne dass ein Ergebnis vorliegt. Schließlich gesteht Oderbruch, von Harras bedrängt, dass ausgerechnet er, der beste Freund, an den Sabotageakten beteiligt sei. Er begründet dies mit einem höheren Zweck: „… wir müssen die Waffe zerbrechen, mit der er [Hitler] siegen kann – auch wenn es uns selber trifft.“ Um ihn und seine anderen Mitarbeiter zu schützen, übernimmt Harras die alleinige Verantwortung. Obwohl von Oderbruch dazu gedrängt, lehnt er eine Flucht ab: „Wer auf Erden des Teufels General wurde und ihm die Bahn gebombt hat – der muß ihm auch Quartier in der Hölle machen.“ Er besteigt eine der sabotierten Maschinen und fliegt in den Tod. Dr. Schmidt-Lausitz betritt den Raum, geht zum Telefon und meldet die reibungslose Abwicklung der Angelegenheit an das Hauptquartier.

## Figuren
- Nach der Beschreibung im ersten Akt ist General Harras nicht älter als 45. Er ist „… in großer Galauniform, aber in Haltung und Benehmen leger, eher etwas salopp.“[10] Harras ist in seiner Weltanschauung das Gegenteil eines Nationalsozialisten (siehe auch das Gespräch mit Hartmann im 1. Akt). Dies hält ihn jedoch nicht davon ab, als General der Flieger für das Dritte Reich zu arbeiten. Er hat früher in den USA gelebt und ist weltgewandt, aber: „Als Stunt Flier, Luftclown, Daredevil, hätte man mich drüben Karriere machen lassen. Bestenfalls beim Film – aber nicht mehr.“ […] „Nirgends in der Welt hätte man mir diese Möglichkeiten gegeben – diese unbegrenzten Mittel – diese Macht.“[11]

- Kulturleiter Dr. Schmidt-Lausitz tritt in Parteiuniform in strammer Haltung auf. Nach der weiteren Beschreibung im ersten Akt: „… schmalstirnig, mit blitzenden Brillengläsern und unsichtbaren, eng zusammenstehenden Augen dahinter, schütteren blonden Haaren in ‚vorschriftsmäßigem‘ Schnitt, verkniffenen Lippen“ […][12] Er ist Harras’ direkter Gegenspieler und arbeitet für die Gestapo. Im ersten Akt beschimpft er Erich Maria Remarque, der geprasst habe, während er sich selbst „… in einer Winkelredaktion abschinden musste.“[13] Dies ist eine Anspielung auf Propagandaminister Joseph Goebbels, der eine Zeit lang erfolglos Autor und Journalist war und eine Kinovorführung von Im Westen nichts Neues durch SA sprengte.[14] Im zweiten Akt, als die Lage für Harras immer schwieriger wird, sagt er zu ihm: „[…] Sie haben geglaubt, Sie könnten hier den Rahm abschöpfen, um sich daran fettzuschlecken – und uns mit dem Sudel in den Sautrog schütten. Sie haben sich verrechnet. […]“[15]

- Ingenieur Oderbruch ist um die vierzig, „… schlank, graublond mit einfachen, klaren Zügen, ohne besondere Auffälligkeit.“ Er trägt keine Auszeichnungen.[16] Die Figur des Saboteurs Oderbruch war von Anfang an umstritten. Zuckmayer schreibt, dass die Handlungen der Personen des Stücks nicht von vornherein „ausgerechnet“ gewesen seien, sondern sich aus ihren Wesen und ihrer „inneren Situation“ ergaben. So nehme Oderbruch, der das Gute anstrebe, in seiner ausweglosen Bedrängnis doch auch den Freundesmord auf sich. „… in der Hölle gibt es keine Engel, und im Umkreis dieses Stückes herrscht, wie schon sein Titel sagt, die Hölle auf Erden.“[17] Oderbruch sei, so der Autor später in seiner Autobiographie, die „einzige ‚abstrakte‘, nicht ganz menschgewordene Figur“ und deshalb nicht so sehr als handelnde Person, sondern eher als „Symbol der Verzweiflung“ zu verstehen.[18]

- Leutnant Hartmann ist nach der Beschreibung im ersten Akt „… sehr jung, schmal, blaß, mit hübschem, gescheitem Knabengesicht.“[19] Der auf einer NS-Ordensburg ausgebildete Hartmann ist tüchtig, aber auch völlig unkritisch („Der Tod auf dem Schlachtfeld ist groß. Und rein. Und ewig“).[20] Am Ende öffnet ihm ein Fronteinsatz die Augen und Harras teilt ihn dem Widerstandskämpfer Oderbruch zu. Dies ermöglicht Hartmann „… einen Weg zu Sühne und Neuanfang.“[21] Zuckmayer schreibt in seiner Autobiografie, dass sich viele Jugendliche und junge Erwachsene mit dieser Figur identifizierten.[22]

- Sigbert von Mohrungen ist Präsident des Beschaffungsamtes für Rohmetalle. Er ist laut Beschreibung ein ... Fünfziger mit grauen Schläfen, Repräsentant der alten standesherrlichen Schwerindustrie.[23] Er und seine Kollegen hatten schon früh die Nationalsozialisten finanziert. Aus einem Gespräch mit Harras im ersten Akt:  Man hat es sich anders gedacht. Man glaubte, man schafft sich eine Waffe gegen den Bolschewismus. Eine Waffe in unserer Hand.[24]

## Widmung
Zuckmayer widmet das im Juli 1945 in Barnard (Vermont) fertiggestellte Stück seinen 1944/45 hingerichteten Freunden Theodor Haubach, Wilhelm Leuschner und Helmuth von Moltke; im ersten Entwurf 1942 noch dem unbekannten Kämpfer.

## Interpretation

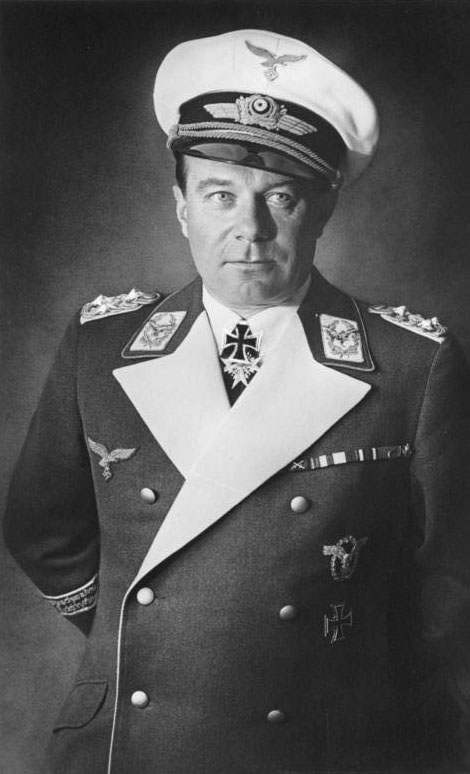
Ernst Udet, das Vorbild für Harras (1940)

Des Teufels General eröffnet eine Schaffensperiode, in der Zuckmayer vor allem zeitkritische Problemdramen mit humanistisch-religiöser Weltanschauung verfasste. Spätere Beispiele sind Der Gesang im Feuerofen (1950), Das kalte Licht (1955), Die Uhr schlägt eins (1961) und sein letztes Drama Der Rattenfänger (1975).
Der Autor erklärt Adolf Hitler, dessen General Harras ist, zum Teufel selbst. So schildert er auch in seiner Autobiografie Als wär’s ein Stück von mir den Anschluss Österreichs, der ihn zur Flucht in die USA zwang, als dämonischen Einbruch in die Normalität:
„An diesem Abend brach die Hölle los. Die Unterwelt hatte ihre Pforten aufgetan und ihre niedrigsten, scheußlichsten, unreinsten Geister losgelassen. Die Stadt verwandelte sich in ein Alptraumgemälde des Hieronymus Bosch: Lemuren und Halbdämonen schienen aus Schmutzeiern gekrochen und aus versumpften Erdlöchern gestiegen.“
Die Titel der drei Akte spiegeln nicht nur die wachsende Bedrohung, sondern auch das Ausgeliefertsein an höhere Mächte wider (Höllenmaschine, Galgenfrist oder Die Hand, Verdammnis). Die Hand ist ein Gebilde aus den Lichtkegeln von Flakscheinwerfern. Harras in einem Gespräch mit Olivia im zweiten Akt: „Wenn ich abends allein bin – und wenn es dunkler wird – da wächst sie dort über die Dächer […] Nur eine Hand. Fünf Finger. Aber – riesenhaft. Ungeheuer. Als könne sie eine ganze Stadt ergreifen – und hochheben – und wegschmeißen.“ Am Ende des dritten Aktes kündigt Harras im Gespräch mit Oderbruch an, sich einem Gottesurteil zu unterziehen: Er wolle mit der zurückbeorderten, sabotierten Maschine fliegen. Als Oderbruch den Absturz Harras’ beobachtet, betet er das Vaterunser, Hartmann, der Oderbruch zugeteilt ist, stimmt mit ein.
Der Generalluftzeugmeister Ernst Udet, der das Vorbild für General Harras ist, hatte am 17. November 1941 Selbstmord begangen, nachdem bekannt geworden war, dass er Zahlen […] gefälscht und Unterlagen frisiert hatte. Zuckmayer betonte, kein Dokumentardrama geschrieben zu haben, deshalb seien Harras und Udet nicht identisch. Die Formulierung Staatsbegräbnis in der Todesnachricht deutete darauf hin, dass Udets Tod propagandistisch ausgewertet würde. So schließt das Stück mit den Worten von Dr. Schmidt-Lausitz: „General Harras soeben in Erfüllung seiner Pflicht tödlich verunglückt. Beim Ausprobieren einer Kampfmaschine. Jawohl. Staatsbegräbnis.“ „Das letzte Wort der Tragödie“ wie Zuckmayer in seiner Autobiographie schreibt.

## Entstehung und Hintergrund
Zuckmayer floh 1938 vor den Nationalsozialisten in die USA. Nach einem gescheiterten Versuch als Drehbuchautor in Hollywood und verschiedenen Gelegenheitsarbeiten lebte er ab September 1941 mit seiner Frau Alice Herdan-Zuckmayer auf einer Farm in den Bergen Vermonts. Im Dezember desselben Jahres erfuhr er aus einer Zeitungsnotiz vom Tod seines Freundes Ernst Udet, des Generalluftzeugmeisters der deutschen Armee. Der sei „beim Ausprobieren einer neuen Waffe tödlich verunglückt und mit Staatsbegräbnis beerdigt worden.“ Zuckmayer traf, nach seiner Autobiografie, Udet zuletzt 1936 in einem Berliner Lokal. Der habe ihm geraten, Deutschland endgültig zu verlassen. Ihm selbst sei dieser Ausweg allerdings versperrt: „Ich […] bin der Luftfahrt verfallen. Ich kann da nicht mehr raus. Aber eines Tags wird uns alle der Teufel holen.“ Udet wurde so zum Vorbild für General Harras. Über die weitere Arbeit schreibt der Autor:

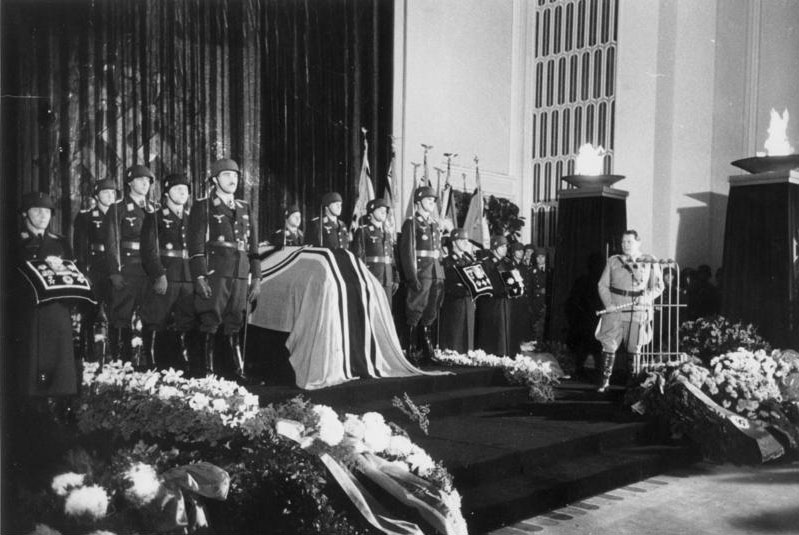
Beisetzung von Udet (Staatsakt) im Reichsluftfahrtministerium

„In einer eiskalten Nacht, Ende Januar 1943, las ich meiner Frau den ersten Akt und den Entwurf des gesamten Stückes vor. Sie war bis an die Nase in Wolldecken eingehüllt, denn der Nordwestwind blies. Wir tranken dabei alles Bier und den Rest von Whisky, der noch im Hause war. „Das ist mein erstes Stück“, sagte ich, „das ich für die Schublade schreibe.“ […] Für den ersten Akt und den Entwurf des letzten hatte ich knappe drei Wochen gebraucht. Für den Mittelakt und zur Vollendung des Ganzen brauchte ich mehr als zwei Jahre. Wochenlang kam ich durch die tägliche Arbeit nicht zum Schreiben. Aber ich lebte mit dem Stück, ich lebte mit Deutschland. Und als der Krieg zu Ende ging, war auch das Stück vollendet.“
Daneben verfasste der Autor für das Office of Strategic Services, die Vorläuferorganisation der CIA, Charakterporträts von in Deutschland verbliebenen Kulturschaffenden (2002 unter dem Titel Geheimreport veröffentlicht). Die Uraufführung des Stücks war am 14. Dezember 1946 am Schauspielhaus Zürich. Obwohl Zuckmayer damals ziviler Kulturbeauftragter des amerikanischen Kriegsministeriums war, dauerte es dennoch beinahe ein Jahr, bis die Freigabe für Deutschland erfolgte. Nach der Aufführung am Hamburger Schauspielhaus avancierte das Drama zum erfolgreichsten Stück der direkten Nachkriegszeit: In den Spielzeiten 1947/48, 1948/49 und 1949/50 stand es insgesamt 3238 mal am Spielplan. Danach ließ das Interesse nach.
In einer Erklärung vom 15. März 1963 verbot Zuckmayer eine Wiederaufnahme des Dramas in Baden-Baden. Aufgrund innenpolitischer „Vorfälle und Auseinandersetzungen des letzten Jahres“ befürchtete er, das Stück könnte als „Entschuldigung eines gewissen Mitmachertypus“ interpretiert werden. Ausgenommen vom Aufführungsverbot waren lediglich Laiengruppen. Offenbar bezieht sich Zuckmayer auf den 1961 begonnenen Eichmann-Prozess in Jerusalem und die bevorstehenden Auschwitzprozesse in Frankfurt/Main ab Ende 1963. Die neue, überarbeitete Fassung wurde im Januar 1967 im Berliner Schillertheater erstmals aufgeführt; Regisseur war, wie 1946, Heinz Hilpert.

### Unterschiede zwischen den Fassungen
Hinweis: Die Angaben zur ersten Version beziehen sich, wenn nicht anders angegeben, auf die Ausgabe Des Teufels General, Bermann-Fischer Verlag Stockholm/Schönbrunn-Verlag Wien 1947
Die umfassendsten Änderungen betreffen das klärende Gespräch General Harras’ mit Oderbruch im dritten Akt. Die Figur des Oderbruch ist in der ersten Fassung härter, fanatischer gehalten. Auf die Frage, warum er bereit sei, selbst seine besten Freunde zu opfern, antwortet er, auch diese seien „Die Waffe, mit der er [der Feind] siegen kann.“ In der neuen Fassung etwas abgeschwächt: Der „Feind – ist unfaßbar. Er steht überall – mitten in unserem Volk  – mitten in unseren Reihen […] Jetzt bleibt uns nur noch eins: wir müssen die Waffe zerbrechen, mit der er siegen kann – auch wenn es uns selber trifft.“ Auf die Frage Harras’, ob er denn nicht wisse, was eine Niederlage für Deutschland bedeute: „Es gibt keine Unterjochung, die nicht Befreiung wäre – für unser Volk […] Wir brauchen die Niederlage. Wir dürsten nach Untergang. Wir müssen dazu helfen – mit eigner Hand. Nur dann können wir, gereinigt, auferstehn.“ In der neuen Fassung lässt ihn Zuckmayer optimistischer sagen: „Das dauert nicht. Es wachsen Kinder heran, neue Geschlechter, die werden frei sein.“ Bereits in der alten Fassung empfiehlt Harras: „Haltet eure Waffen sauber und trefft die Wurzel, eh ihr die Krone schlagt.“ In der neuen Fassung: „Ihr müßt die Wurzel treffen! Die Wurzel, Oderbruch! Und die heißt nicht Friedrich Eilers. Sie heißt: Adolf Hitler.“ Dies ist eine deutlichere Anspielung auf das Attentat vom 20. Juli 1944.
Eine weitere Änderung betrifft ein Gespräch Harras’ mit seinem Chauffeur Korrianke zu Beginn des dritten Aktes: „Hast du schon drüber nachgedacht, was du selber anfängst? Ich meine – falls ich dich nicht mehr reklamieren kann?“ Korrianke antwortet darauf, dass er sich in diesem Falle freiwillig zur Infanterie „nach Osten“ melden würde, um sich dort mit den Russen zu verbrüdern: „Towarischtschi-Towarischtschi! Kann ick schon.“ In der 1946er Fassung sagt Harras: „Ich glaube – um dich muß ich mir keine Sorgen machen.“ In der 1967er Fassung hingegen: „Du glaubst wohl, da kommst du aus der sauren Milch in den Honig? Mann – wenn du mal nur nicht drin kleben bleibst.“ Er bleibt auch skeptisch, als Korrianke beteuert, als „alter Spartakist“ doch schon 1918 in der KPD gewesen zu sein.

## Inszenierungen
Uraufführung am Schauspielhaus Zürich
Regisseur der Uraufführung im Dezember 1946 war Heinz Hilpert, die Titelrolle des Harras spielte Gustav Knuth, das Bühnenbild stammte von Caspar Neher. Hilpert strich oder kürzte alle Stellen, die nicht direkt mit Harras’ Suche nach den Schuldigen in Zusammenhang stehen. So fiel das ursprünglich fünfstündige Stück ein Drittel kürzer aus. Die Zeitschrift Sie & Er schrieb der Ausgabe vom 10. Januar 1947: „Ein kleiner tragischer Riß wird freilich in der Aufführung spürbar: Man merkt deutlich, welche von den Darstellern persönlich Geschautes und Erfahrenes gestalten und welche aus behüteter Ferne nachempfinden müssen.“
Erstaufführung am Deutschen Schauspielhaus
Regisseur der deutschen Erstaufführung am 8. November 1947 war Friedrich Brandenburg, die Titelrolle des Harras spielte Robert Meyn, das Bühnenbild stammte von Karl Gröning. Josef Marein schrieb am 20. November 1947 in der ZEIT: „Dank dem Regisseur Friedrich Brandenburg, der das Kunststück fertiggebracht hat, die […] Darsteller des Staatlichen Schauspielhauses zu einem so starken Ensemble zusammenzuschmieden, daß die Tücken des Ersatz-Theatersaales am Besenbinderhof glänzend überspielt wurden – dank diesem Regisseur stand das Publikum – dessen Reaktion zu verfolgen so ungemein aufschlußreich war – von Anfang an im Banne eines Werkes, das nicht nur hinreißend geformtes Theater, sondern streckenweise glutvollste Dichtung ist.“ Über die Stelle im dritten Akt, in der Oderbruch im Gespräch mit Harras sagt, dass es keine Unterjochung gebe, die nicht Befreiung sei, schreibt Marein weiter: „Hier, genau hier, war der Punkt, wo (nicht zwar am Premieren-, wohl aber am zweiten Aufführungsabend) sich plötzlich im Publikum deutliches, wenn auch vereinzeltes Murren erhob. Einige verließen ostentativ den Saal, offenbar unbekümmert um Zurufe wie: ‚Die Nazis gehen …‘“. Zu dieser, später von Zuckmayer geänderten Passage siehe auch den Abschnitt: Unterschiede zwischen den Fassungen.
Erstaufführung der neuen Fassung am Berliner Schillertheater
Regisseur der Erstaufführung der neuen Fassung im Januar 1967 war Heinz Hilpert, die Titelrolle des Harras spielte Carl Raddatz. Rudolf Walter Leonhardt schrieb am 27. Januar 1967 in der ZEIT: „Heinz Hilpert hätte die Konzeption eines neuen Harras nicht gelingen können, nicht so gelingen können, wenn nicht ein Carl Raddatz ihm geholfen hätte, aus der Konzeption Wirklichkeit werden zu lassen. Er ist nicht mehr der unerschrockene Draufgänger, wie es alle seine großen Vorgänger in dieser Rolle waren (Gustav Knuth in Zürich 1946, Martin Held in Frankfurt 1947, O. E. Hasse in Berlin 1948), er ist ein zutiefst erschrockener Mann, erschrocken auch über sich selbst. Ihn trennt am Ende wirklich beinahe nichts mehr von dem Intellektuellen Oderbruch.“
Berliner Volksbühne 1996
Frank Castorfs Inszenierung in der Berliner Volksbühne 1996 bezieht sich nicht nur auf Zuckmayers Stück, sondern auch auf die Verfilmung von Helmut Käutner. Castorf verlegt den Schauplatz in eine Raumstation und ersetzt die Handlung durch eine Revue mehr oder weniger verfremdeter Szenen. Er besetzt aktweise Männerrollen mit Frauen und umgekehrt. General Harras wird im ersten Akt von Corinna Harfouch verkörpert und im zweiten und dritten von Bernhard Schütz. Die Aufführung wurde für das Fernsehen aufgezeichnet. Corinna Harfouch erhielt für ihre Darstellung des General Harras den Gertrud-Eysoldt-Ring und wurde von der Fachzeitschrift „Theater heute“ zur Schauspielerin des Jahres gewählt.
Weitere Aufführungen
Ein Hörspiel wurde 1948 vom SWF produziert (Regie: Karl Peter Biltz, Bearbeitung: Christian Boehme).
1967 produzierte der SRG Zürich eine Hörspielfassung in einer Bearbeitung von Bruno Felix und Hans Jedlitschka.

### Verfilmung
Im Jahr 1954 entstand unter der Regie von Helmut Käutner die gleichnamige Verfilmung. Die Hauptrollen spielten Curd Jürgens und Marianne Koch. Koch erhielt für ihre Rolle den Deutschen Filmpreis, Jürgens wurde bei den Internationalen Filmfestspielen von Venedig als Bester Hauptdarsteller ausgezeichnet. Das Drehbuch schrieben Käutner und Georg Hurdalek, ausgestattet mit einer unbeschränkten Vollmacht Zuckmayers. Neben Anpassungen wie dem Einfügen von neuen Szenen, dem Streichen von Nebenfiguren sowie Hinzufügen von anderen, wurden auch Charaktere verändert: Kulturleiter Dr. Schmidt-Lausitz ist nun General Harras gleichgestellt und nicht „der mit Macht ausgestattete Subalternmensch“ des Stücks. Oderbruch ist nicht nur Ingenieur, sondern nahm als Flieger am Ersten Weltkrieg teil, wurde verwundet und trägt Auszeichnungen. Die fehlerhaften Flugzeuge werden zurückgehalten, und die Testpiloten haben Anweisung, sich mit dem Fallschirm zu retten. Die Maschine, mit der Friedrich Eilers verunglückt, gehört zu einer Gruppe, die gegen den Willen Oderbruchs und Harras’ an die Front ging. Im Stück hingegen wird eine noch nicht eingesetzte Schwestermaschine zurückbeordert. Käutner hielt die ursprüngliche Rolle des Oderbruch für die größte Schwachstelle des Stücks: „Das dankbare Element war letzten Endes Harras, der heldenhaft abstürzt […] Und Oderbruch bleibt übrig und darf die Antipathie und die Ressentiments des Publikums entgegennehmen. Er ist mit dem Odium des Kameradenmordes belastet. Niemand hört der politischen Meinung eines solchen Mannes zu.“

## Literatur

Erstausgabe von 1946
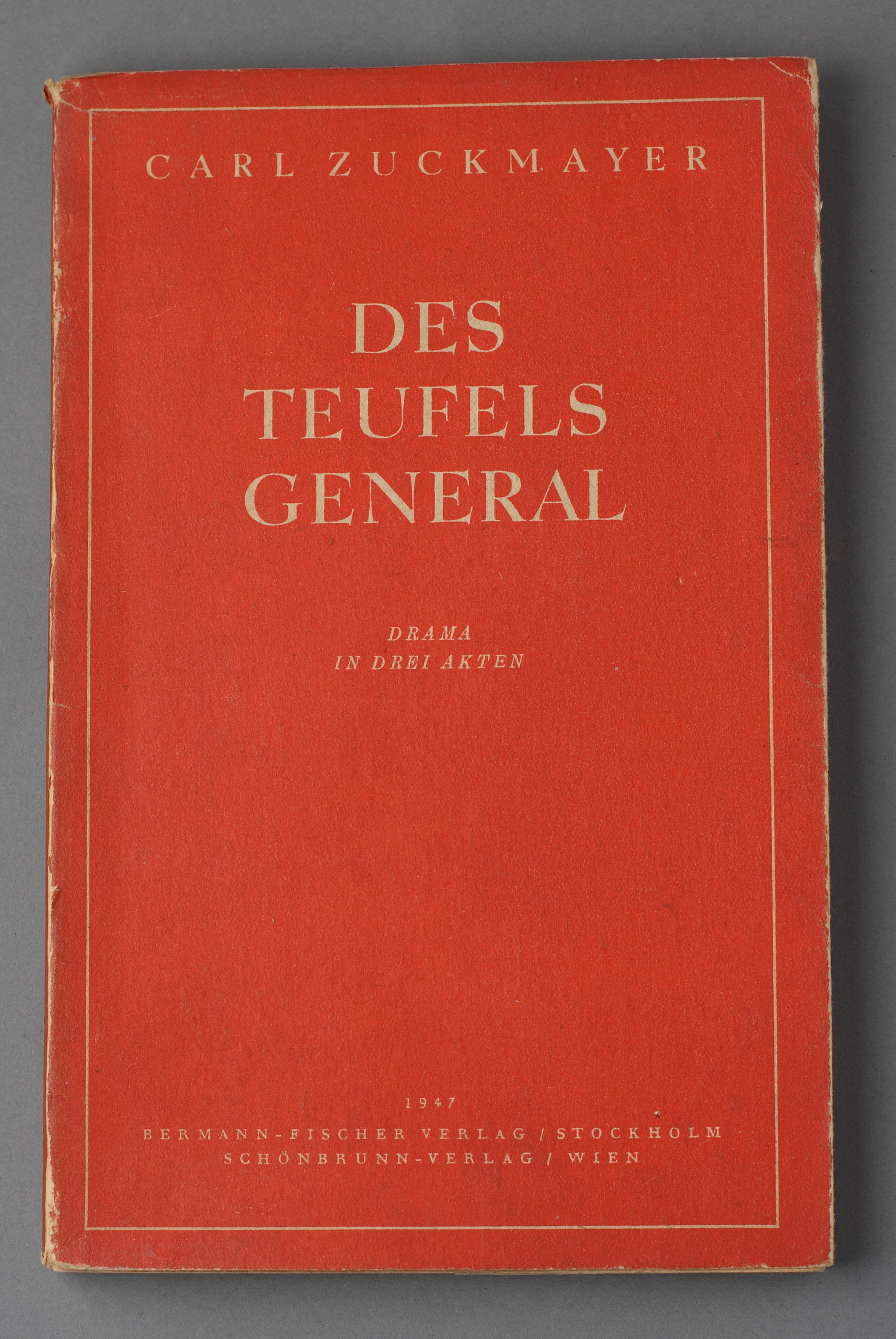
Österreichische Ausgabe von 1947

## Rezeption
Die ostdeutsche Schriftstellerin Hedda Zinner verfasste bis 1949 als Reaktion auf Zuckmayers Stück, das sie als verharmlosend empfand, das Hörspiel General Landt (Erstsendung 28. Januar 1949), das 1957 auch als fünfaktiges Theaterstück aufgeführt wurde. 1958 folgte das DFF-Fernsehspiel General Landt (Erstausstrahlung 16. März 1958). Hier ist der General im Gegensatz zu Harras überzeugter Nationalsozialist und übersteht den Krieg unbeschadet. Zinners Fassungen sind Bearbeitungen des Romans Die den Wind säen der amerikanischen Schriftstellerin Martha Dodd.

### Ausgaben
- Des Teufels General, Bermann Fischer Verlag A. B. Stockholm 1946
- Des Teufels General, Bermann-Fischer Verlag Stockholm/Schönbrunn-Verlag Wien 1947
- Des Teufels General, Fischer Taschenbuch Verlag, Frankfurt am Main, 36. Auflage 2008, ISBN 978-3-596-27019-4

### Sekundärliteratur
- Carl Zuckmayer: Als wär’s ein Stück von mir. Frankfurt/Main: Fischer Verlag, Juni 2006, ISBN 978-3-596-17208-5
- Richard Albrecht: Berliner Theater-Praxis: Neues von „Des Teufels General“; in: Blätter der Carl Zuckmayer-Gesellschaft, 18 (1997): 125-134
- Katrin Weingran: „Des Teufels General“ in der Diskussion. Tectum Verlag Marburg 2004, ISBN 978-3-8288-8599-8
- Karla Seedorf: Carl Zuckmayer – Des Teufels General. Textanalyse und Interpretation mit ausführlicher Inhaltsangabe und Abituraufgaben mit Lösungen. Reihe Königs Erläuterungen 283, Bange Verlag, Hollfeld 1. Aufl. 2012, ISBN 978-3-8044-1967-4